# Norra Stensjön, Hälsingland
Norra Stensjön är en sjö i Härjedalens kommun i Hälsingland och ingår i Ljusnans huvudavrinningsområde. Sjön har en area på 1,05 kvadratkilometer och ligger 431,2 meter över havet. Vid provfiske har abborre och sik fångats i sjön.

## Delavrinningsområde
Norra Stensjön ingår i det delavrinningsområde (685934-146135) som SMHI kallar för Utloppet av Norra Stensjön. Medelhöjden är 458 meter över havet och ytan är 6,29 kvadratkilometer. Det finns inga avrinningsområden uppströms utan avrinningsområdet är högsta punkten. Vattendraget som avvattnar avrinningsområdet har biflödesordning 4, vilket innebär att vattnet flödar genom totalt 4 vattendrag innan det når havet efter 194 kilometer. Avrinningsområdet består mestadels av skog (70 procent). Avrinningsområdet har 1,13 kvadratkilometer vattenytor vilket ger det en sjöprocent på 17,9 procent.